# Кводвультдеус Карфагенський
Кводвультдеус, буквально «чого хоче Бог» (Карфаген, кінець IV століття — Неаполь, 454) — берберський єпископ і святий, єпископ Карфагена під час вторгнення вандалів Гензеріка, а потім біженець у Неаполі. Шанується як святий Католицькою церквою.

## Біографія
Про його молодість відомо небагато. Народився в Африці, майже напевно в Карфагені, близько 421 року він був висвячений на диякона Августином Гіппонським, якому написав два листи, в одному з яких просив написати твір про єресі. Потім Августин написав De Haeresibus і присвятив його Кводвультдею. Однак німецький вчений Каппельмахер стверджував, що диякона Кводвультдеуса, який надіслав два листи Августину, не слід ототожнювати з єпископом Кводвультдеусом.
Приблизно з 435 по 454 рік він був єпископом Карфагена, зберігаючи титул навіть після вигнання в 439 році до своєї смерті. Він різко критикував християн, які дозволяли більше захоплюватися такими виставами, як цирк, ніж творами та прикладами святих і мучеників свого часу, пояснюючи лихо цього регіону покаранням від Бога за це відступництво.
Після падіння Карфагена до рук вандалів у 439 році Кводвультдеус відмовився дотримуватися аріанства, сповіданого королем вандалів Гензеріком, і за це був змушений відправитися у вигнання з вірним йому духовенством, включаючи святого Гаудіозо. Вони були спущені на невикористані кораблі без весел і вітрил і, на щастя, досягли Неаполя, де між 445 і 451 роками він написав Книгу Божих обітниць і передбачень і взяв участь у боротьбі з пелагіанством.
Він помер у 454 році в Неаполі і був похований у катакомбах Сан-Дженнаро в Каподимонте.

## Праці
Згідно з недавньою критикою, 12 проповідей, які раніше приписувалися Августину, приписують Кводвультдеусу:
- Tre De symbolo
- Due De tempore barbarico
- Due De accedentibus ad gratiam
- Adversus quinque haereses
- De cataclismo
- De ultima quarta feria
- De cantico novo
- Contra iudaeos

Крім того, De promissionibus et praedictionibus Dei, який зазвичай з’являється серед творів Просперо Аквітанського, також належить Кводвульдею.
Ірен Каяццо, зокрема, виходячи з філологічних критеріїв, стверджує, що трактат Adversus quinque haeresis, широко поширений у Середньовіччі як твір Августина, насправді був написаний Кводвульдеєм між 437 і 439 роками, насправді він підтверджує сумісність і узгодженість між християнською доктриною та вченням Гермеса, викладеним в «Асклепію», що сприяло прийому в середньовічних бібліотеках праць Гермеса, вважається язичницьким пророком християнського одкровення. Натомість Августин у De civitate Dei суворо засудив Асклепія.

## Культ
Римський мартиролог встановлює літургійну пам'ять 19 лютого.
У катакомбах Сан-Дженнаро-ін-Каподімонте, де він був похований, Куодвултдей зображений на мозаїці гробниці в так званому склепі єпископів.

## Інші проєкти
- Wikisource [Архівовано 26 серпня 2021 у Wayback Machine.] містить сторінку латинською мовою, присвячену Кводвультдеус Карфагенський
- Wikimedia Commons [Архівовано 10 серпня 2019 у Wayback Machine.] містить зображення чи інші файли Кводвультдеус Карфагенський